# Nimbus Film
Die 1993 gegründete Nimbus Film ist die drittgrößte dänische Filmproduktionsgesellschaft. Die Eigentümer sind die Produzenten Birgitte Hald und Bo Erhardt sowie der Regisseur Thomas Vinterberg.
Nimbus Film produzierte bis zum Jahr 2006 22 Spielfilme, darunter zwei englischsprachige, 19 Kurzfilme, zwei Fernsehfilme und drei Dokumentarfilme. An fünf Projekten war Nimbus Film als Koproduzent beteiligt. Die von Nimbus produzierten Filme wurden vielfach mit Preisen ausgezeichnet, so erhielt der Kinderfilm Kletter-Ida (2002) acht Preise, darunter einen Gläsernen Bären auf der Berlinale 2002, Das Fest (Festen) erhielt 1998 den Preis der Jury in Cannes.
Bis 2000 war der Sitz des Unternehmens in Kopenhagen. Danach zog Nimbus Film ins Kopenhagener Umland nach Hvidovre in die sogenannte Filmbyen (Filmstadt). Dort sind auch andere dänische Filmproduktionsgesellschaften untergebracht.